# Fabrice Poullain
Pour les articles homonymes, voir Poullain.
Fabrice Poullain est un footballeur international français né le 27 août 1962 à Alençon. Il évoluait au poste de milieu de terrain défensif ou de défenseur axial.

## Biographie
Originaire d’Alençon (Orne) et passé par la section sports-études d’Angoulême, le joueur est repéré par les dirigeants nantais alors qu'il joue en minimes. Mais les dirigeants attendent 1978 et l'ouverture de leur centre de formation pour faire venir le jeune Fabrice. Il fait alors partie de la première promotion du centre de formation des Canaris qui va vite devenir mythique. Une fois en équipe réserve et après de très bons résultats en Division 3, il est appelé chez les pros par Jean Vincent et débute lors de la saison 1980-1981 en Division 1. Le successeur de Jean Vincent, Coco Suaudeau en fait un titulaire à part entière aux côtés des José Touré, William Ayache et Michel Bibard. Il remporte un premier titre de champion de France en 1983. Il reste en Loire-Atlantique au total sept saisons, puis passer les trois saisons suivantes au PSG, où il est de nouveau champion de France en 1986. De 1988 à 1990, il joue à Monaco, où il connaît, entre autres, une demi-finale de coupe d’Europe des Vainqueurs de Coupe contre la Sampdoria de Gênes (2-2 à l'aller puis 0-2 au retour). Il finit sa carrière après une ultime saison à Nice en 1990-1991, où il se blesse gravement et que le club est rétrogradé en Division 2 pour raisons financières. Il n'a pas encore 29 ans. Après l'arrêt de sa carrière, il est coordinateur sportif de juin 2004 à juin 2005, puis directeur général de juin 2005 à avril 2006 à l'AS Monaco. Il est également consultant TV pour des chaînes comme TV Sport, Eurosport ou Canal+. Il est actuellement agent de joueurs de football à Monaco. En août 2013, il donne bénévolement de son temps et apporte son expérience au petit club de Lezay (79). En juillet 2015, il rejoint le club du FC Boutonnais (79) en tant que responsable des seniors, club qui évolue en 2e division de district des Deux-Sèvres. Il est actuellement entraîneur de l'ES La Rochelle féminine club évoluant en régionale 1.

## Palmarès

### En club
- Champion de France en 1983 avec le FC Nantes et en 1986 avec le Paris SG
- Finaliste de la Coupe de France en 1989 avec l'AS Monaco
- Vainqueur du groupe centre-ouest du championnat de France de Division 3 avec le FC Nantes

### En équipe de France
- 10 sélections entre 1985 et 1988
- Vainqueur du Tournoi de France en 1988